# كارلوس أندريس بيريز
كارلوس أندريس بيريز رودريغيز (بالإسبانية: Carlos Andrés Pérez Rodríguez) (مواليد 27 أكتوبر 1922- وفيات 25 ديسمبر 2010)، سياسي فنزولي، ورئيس الجمهورية لفترتين من 1974 إلى 1979 و1989 حتي 1993. عضو في مجلس الشيوخ (1974-1994) و(1999-2000) ,وعضو في مجلس النواب (1947-1948)و(1958-1960)و(1964-1968)

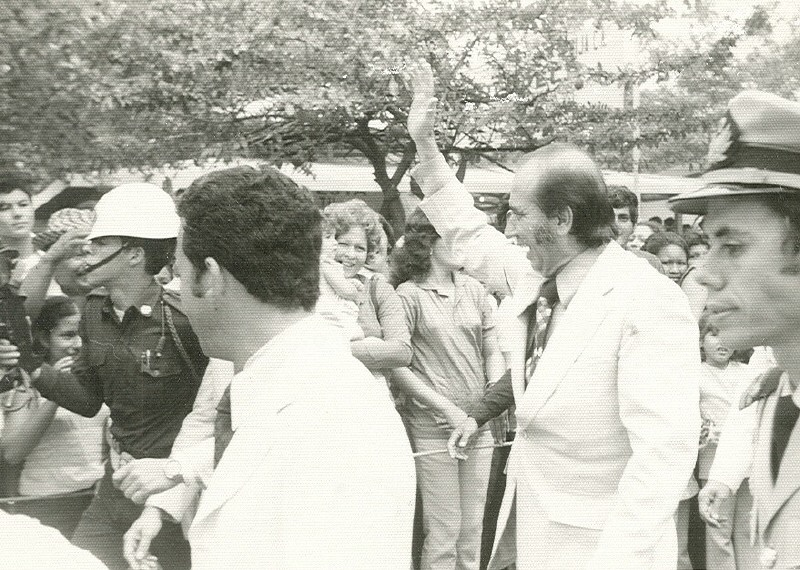
كارلوس أندريس بيريز خلال فترته الرئاسية الأولى

## وفاته
في الخامس والعشرين من ديسمبر عام 2010، أدخل بيريز إلى مستشفى الرحمة في ميامي؛ ولكنه توفي في زوال ذلك اليوم ذاته.

## وصلات خارجية
- كارلوس أندريس بيريز على موقع الموسوعة البريطانية (الإنجليزية)
- كارلوس أندريس بيريز على موقع مونزينجر (الألمانية)
- كارلوس أندريس بيريز على موقع إن إن دي بي (الإنجليزية)